# ألفونسو بارانتيس
ألفونسو بارانتيس لينجان (سان ميغيل دي بالاكيس، 27 نوفمبر 1927 - هافانا، 2 ديسمبر 2000) كان سياسيًا بيروفيًا في منتصف الثمانينيات وشغل منصب عمدة ليما من 1984 إلى 1986. ترشح لمنصب رئيس بيرو مرتين، وخسر في كلتا المناسبتين.

## النشأة والتعليم
ولد في مقاطعة سان ميغيل، كاخاماركا، بيرو عام 1927. عاش مع والدته في مقاطعة سان ميغيل في ليما. درس القانون في جامعة سان ماركوس الوطنية وانخرط في التحالف الثوري الشعبي الأمريكي الذي أصبح في النهاية عدوه السياسي. أصبح رئيسًا لاتحاد الطلاب.

## الحياة السياسية

### عمدة ليما
انتمى إلى حزب اليسار المتحد، وكان رئيس بلدية ليما من 1984 إلى 1986. كان معروفًا بحملته لضمان كوب يوميًا من الحليب لكل طفل في ليما. هذا البرنامج لا يزال قائما حتى اليوم.

### حملة الانتخابات الرئاسية
ترشح لمنصب رئيس بيرو عام 1985 وجاء في المركز الثاني. انسحب قبل جولة الإعادة وانتخب آلن غارسيا من التحالف الثوري الشعبي الأمريكي رئيسًا. في عام 1990، ترشح مرة أخرى لكنه احتل المركز الخامس وانتخب ألبرتو فوجيموري رئيسًا في جولة الإعادة ضد ماريو فارغاس يوسا.

## التقاعد والوفاة
توفي في هافانا بكوبا في ديسمبر 2000 عن عمر يناهز 73 عامًا. تم دفنه في مقبرة حدائق السلام في منطقة لا مولينا، ليما.